# Emil Frey (Komponist)
Emil Frey (* 8. April 1889 in Baden, Aargau; † 20. Mai 1946 in Zürich) war ein Schweizer Komponist, Pianist und Musikpädagoge.

## Leben und Wirken
Der Bruder des Pianisten Walter Frey war am Konservatorium von Genf Schüler von Otto Barblan, Joseph Lauber und Willy Rehberg. Ab dem 15. Lebensjahr studierte er am Pariser Konservatorium bei Louis Diémer, Gabriel Fauré und Charles-Marie Widor. 1906 erhielt er den Premier Prix de Piano.
1907 ging Frey nach Berlin, später wurde er Hofpianist in Bukarest. 1910 nahm er am Anton-Rubinstein-Wettbewerb teil und gewann das Ehrendiplom im Fach Klavier und mit einem Klaviertrio den Grossen Kompositionspreis. Von 1912 bis 1917 leitete er die Virtuosenklasse am Moskauer Konservatorium.
Während der Oktoberrevolution kehrte Frey in die Schweiz zurück und wurde Professor am Zürcher Konservatorium. Diese Stelle hatte er bis zu seinem Tode inne. Daneben unternahm er als Pianist Konzertreisen durch Europa und Südamerika.
Frey komponierte zwei Sinfonien, ein Violin-, ein Cello- und ein Klavierkonzert, Swiss Festival Overture, kammermusikalische Werke sowie Sonaten, Suiten und andere Stücke für das Klavier. 1933 veröffentlichte er eine Klavierschule unter dem Titel Bewusst gewordenes Klavierspiel und seine technischen Grundlagen.